# TT323
 (janvier 2024).
La tombe thébaine TT 323 est située à Deir el-Médineh, dans la nécropole thébaine, sur la rive ouest du Nil, face à Louxor en Égypte.
| Y3 · Y1 | D46 · W24 · Z7 | D51 · D40 |

| Y3 · Y1 | D46 · W24 · Z7 | D51 · D40 |

C'est la sépulture du dessinateur Pached (Pachedou), artisan du village de Deir el-Médineh durant l'époque ramesside sous le règne de Séthi Ier.
Pached est l'époux de Néfertary et leur fils Amenmès est également dessinateur.